# ژلیسواویتسه (استان اشوی‌داشکسیه)
ژلیسواویتسه (به لهستانی: Żelisławice) یک منطقهٔ مسکونی در لهستان است که در گمینا ستسمین واقع شده‌است. ژلیسواویتسه ۴۴۰ نفر جمعیت دارد.